# Burgemeester Thienpontstadion

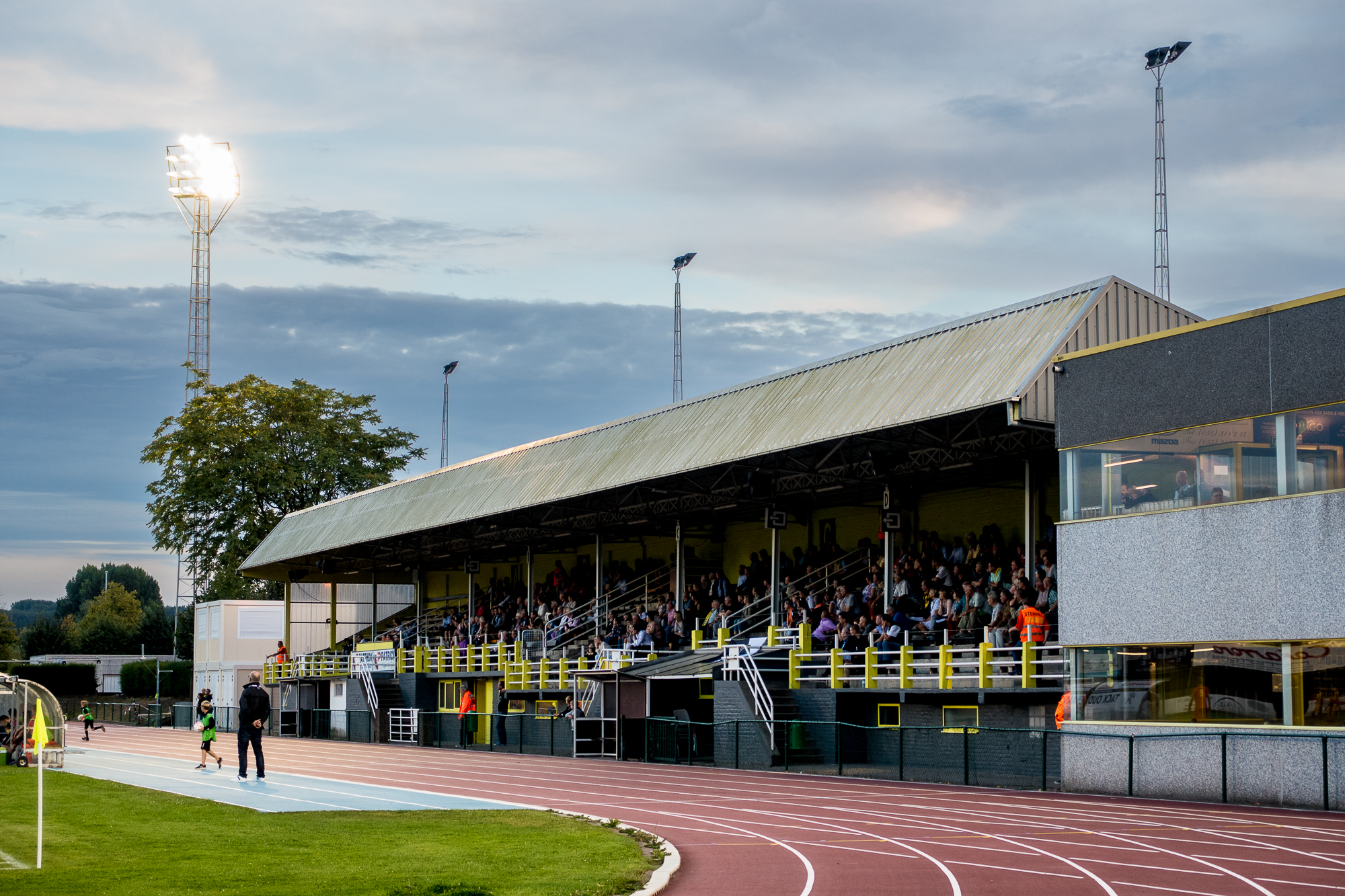
De hoofdtribune van het Burgemeester Thienpontstadion in Oudenaarde.

Het Burgemeester Thienpontstadion is een stadion in de Belgische plaats Oudenaarde. Het is de thuisbasis van voetbalclub KSV Oudenaarde, damesvoetbalclub Ladies Oudenaarde en atletiekvereniging KASV Oudenaarde (Koninklijke Atletiek Sport Vereniging Oudenaarde).
Het stadion, dat zich bevindt in de Prins Leopoldstraat, telt ongeveer 5.000 plaatsen.